# Süleyman Demirel
Süleyman Gündoğdu Demirel (1. listopadu 1924 – 17. června 2015) byl turecký politik, jedna z klíčových postav turecké politiky 2. poloviny 20. století. V pěti různých obdobích byl premiérem Turecka (1965–1971, 1975–1977, 1977–1978, 1979–1980, 1991–1993) a v letech 1993–2000 jeho prezidentem.
Byl představitelem liberálně-konzervativní strany Adalet Partisi (Strany spravedlnosti), která byla po vojenském převratu roku 1980 rozpuštěna a roku 1983 se obnovila pod názvem Doğru Yol Partisi (Strana pravé cesty), ovšem legálně mohla působit až od roku 1987 (strana se roku 2009 sloučila s jinými pravicovými subjekty a vytvořila Demokrat Parti, která je však již jen málo významná).
Roku 1965 se stal nejmladším premiérem v turecké historii (bylo mu tehdy 40 let). Jeho strana se vždy opírala o turecký venkov a hájila zájmy tureckých zemědělců. Byla silně sekulární. Demirel vedl řadu tureckých vládních kabinetů 60. a 70. let, po vojenském převratu Kenana Evrena roku 1980 však deset let nesměl v politice oficiálně působit.
V jeho rodné provincii Isparta se po něm dnes jmenuje univerzita založená roku 1992: Süleyman Demirel Üniversitesi a letiště otevřené roku 1997: Isparta Süleyman Demirel Havalimanı.